# Дараган Михайло Петрович
Михайло Петрович Дараган (1833 — 17 листопада 1918) — український аристократ з роду київських полковиків Дараганів Війська Запорозького Городового. Калішський губернатор у Польщі, вологодський у Росії та чернігівський губернатор в Україні. Сенатор, дійсний таємний радник (1910). Почесний громадянин міст Мінська та Каліша.

## Біографія
Зі шляхти Полтавської губернії. Син генерал-лейтенанта Петра Михайловича Дарагана (1800—1875) від його шлюбу з дитячою письменницею Ганною Михайлівною Балуг'янською. Народився Петербурзі, хрещений 26 вересня 1833 року у церкві Катерининського інституту при сприйнятті діда М. Балуг'янського та тітки Єлизавети Балуг'янської.
Закінчив Школу гвардійських підпрапорників та кавалерійських юнкерів, служив у Кавалергардському, в Ольвіопольському полку, учасник Кримської війни. У 1858 р. закінчив Миколаївську академію Генерального штабу. У 1860 р. вийшов у відставку у чині полковника. З 1864 року на статській службі.
Був мінським віце-губернатором (1870—1876). З 2 січня 1876 до 30 липня 1878 р. — Чернігівський губернатор. Сприяв створенню міської бібліотеки, виходу «Чернігівської газети».
Потім — вологодський (30.7.1878 — 30.11.1879) та калішський губернатор (21.1.1883 — 10.12.1902).
З 1897 р. — шталмейстер; 1902 р. призначений до Сенату.
Помер у Петергофі від загального виснаження, похований на Троїцькому цвинтарі.

## Сім'я
Дараган був одружений зі своєю двоюрідною сестрою Катериною Миколаївною, донькою генерал-лейтенанта А. Стовпакова . Їх діти:
- Петро (1874—1960) — випускник Миколаївського кавалерійського училища (1894), учасник Першої світової війни та Білого руху, полковник Каргопольського 5-го драгунського полку — 28.11.1916-1917. З 1919 р. — у Німеччині, з 1920 р. — У Югославії.[5];
- Іван (1885—1977) — випускник Пажського корпусу (1904), підполковник. У травні 1920 р. емігрував до Польщі, з 1948 р. — В Аргентині[6].

## Нагороди
- Орден Святої Анни 3 ступеня з мечами (1854)
- Орден Святого Станіслава 2 ступеня з імператорською короною (1862)
- Орден Святого Володимира 3 ступеня (1873)
- Орден Святого Станіслава 1 ступеня (1876)
- Орден Святої Анни 1 ступеня (1884)
- Орден Святого Володимира 2 ступеня (1890)
- Орден Білого орла (1893)
- Орден Святого Олександра Невського (1905); діамантові знаки до ордена (1913)

- Прусський Орден корони 1 ступеня (1893)